# Langendorf
Langendorf, en francés Lonville es una comuna suiza del cantón de Soleura, ubicada en el distrito de Lebern. Limita al norte con la comuna de Oberdorf, al este con Rüttenen, al sur con Soleura y al oeste con Bellach.

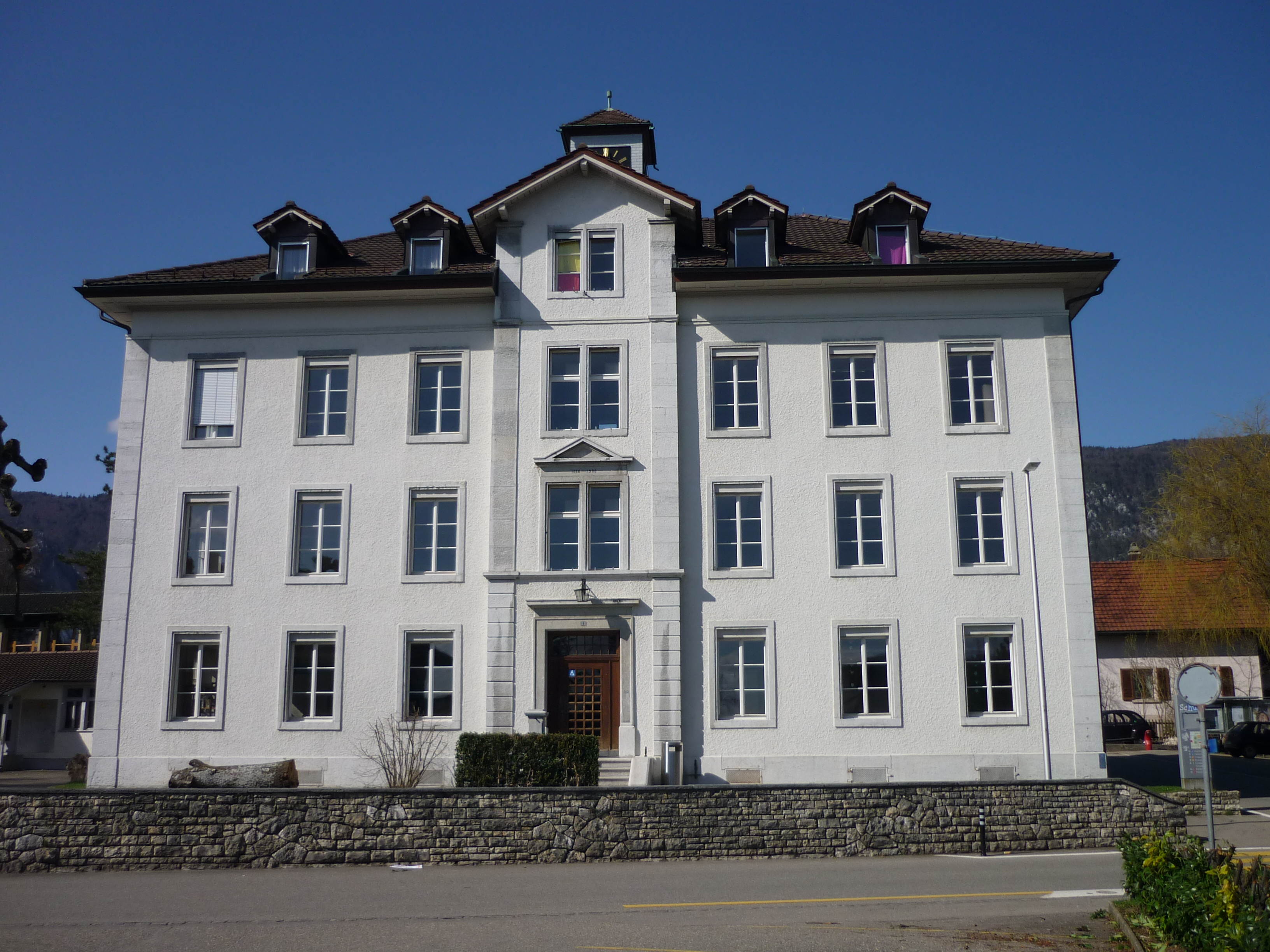
Escuela de Langendorf.